# Шашмуріна
Шашму́ріна (рос. Шашмурина) — присілок у складі Бердюзького району Тюменської області, Росія.
Населення — 46 осіб (2010, 66 у 2002).
Національний склад станом на 2002 рік:
- росіяни — 89 %